# Seven de Dubái 2021
El Seven de Dubái 2021 fue la vigésimo primera edición  del Seven de Dubái y fue el torneo que dio comienzo a la Serie Mundial Masculina de Rugby 7 2021-22.
Se realizó durante el 26 y 27 de noviembre de 2021 en el The Sevens Stadium en Dubái, Emiratos Árabes.

## Formato
Se dividen en tres grupos de cuatro equipos, cada grupo se resuelve con el sistema de todos contra todos a una sola ronda; la victoria otorga 3 puntos, el empate 2 y la derrota 1 punto.
Los dos equipos con más puntos en cada grupo avanzaron a cuartos de final de la Copa, mas los dos mejores terceros.

## Equipos
| África - Sudáfrica - Kenia Asia - Japón Europa - España - Francia - Gran Bretaña - Irlanda | América - Argentina - Canadá - Estados Unidos Oceanía - Australia - Fiyi |

## Fase de grupos
|  | Avanzan a cuartos de final. |

### Grupo A
| Pos | Países    | Partidos | Partidos | Partidos | Tantos | Tantos | Tantos | Pts |
| Pos | Países    | G        | E        | P        | PF     | PC     | DP     | Pts |
| --- | --------- | -------- | -------- | -------- | ------ | ------ | ------ | --- |
| 1   | Fiyi      | 3        | 0        | 0        | 70     | 43     | +27    | 9   |
| 2   | Australia | 2        | 0        | 1        | 64     | 46     | +18    | 7   |
| 3   | Francia   | 1        | 0        | 2        | 53     | 55     | −2     | 5   |
| 4   | Canadá    | 0        | 0        | 3        | 47     | 90     | −43    | 3   |

| 26 de noviembre | Australia | 35 - 19 | Canadá |  |  |

| 26 de noviembre | Fiyi | 24 - 17 | Francia |  |  |

| 26 de noviembre | Australia | 17 - 10 | Francia |  |  |

| 26 de noviembre | Fiyi | 29 - 14 | Canadá |  |  |

| 26 de noviembre | Canadá | 14 - 26 | Francia |  |  |

| 26 de noviembre | Fiyi | 17 - 12 | Australia |  |  |

### Grupo B
| Pos | Países         | Partidos | Partidos | Partidos | Tantos | Tantos | Tantos | Pts |
| Pos | Países         | G        | E        | P        | PF     | PC     | DP     | Pts |
| --- | -------------- | -------- | -------- | -------- | ------ | ------ | ------ | --- |
| 1   | Argentina      | 2        | 1        | 0        | 71     | 45     | +26    | 8   |
| 2   | Estados Unidos | 1        | 1        | 1        | 42     | 40     | +2     | 6   |
| 3   | Kenia          | 1        | 0        | 2        | 50     | 48     | +2     | 5   |
| 4   | España         | 1        | 0        | 2        | 31     | 61     | −30    | 5   |

| 26 de noviembre | Estados Unidos | 14 - 7 | Kenia |  |  |

| 26 de noviembre | Argentina | 28 - 7 | España |  |  |

| 26 de noviembre | Estados Unidos | 7 - 12 | España |  |  |

| 26 de noviembre | Argentina | 22 - 17 | Kenia |  |  |

| 26 de noviembre | Kenia | 26 - 12 | España |  |  |

| 26 de noviembre | Argentina | 21 - 21 | Estados Unidos |  |  |

### Grupo C
| Pos | Países       | Partidos | Partidos | Partidos | Tantos | Tantos | Tantos | Pts |
| Pos | Países       | G        | E        | P        | PF     | PC     | DP     | Pts |
| --- | ------------ | -------- | -------- | -------- | ------ | ------ | ------ | --- |
| 1   | Sudáfrica    | 3        | 0        | 0        | 111    | 31     | +80    | 9   |
| 2   | Gran Bretaña | 2        | 0        | 1        | 55     | 62     | −7     | 7   |
| 3   | Irlanda      | 1        | 0        | 2        | 59     | 54     | +5     | 5   |
| 4   | Japón        | 0        | 0        | 3        | 24     | 102    | −78    | 3   |

| 26 de noviembre | Sudáfrica | 28 - 7 | Irlanda |  |  |

| 26 de noviembre | Gran Bretaña | 17 - 12 | Japón |  |  |

| 26 de noviembre | Sudáfrica | 52 - 12 | Japón |  |  |

| 26 de noviembre | Gran Bretaña | 26 - 19 | Irlanda |  |  |

| 26 de noviembre | Irlanda | 33 - 0 | Japón |  |  |

| 26 de noviembre | Gran Bretaña | 12 - 31 | Sudáfrica |  |  |

## Fase Final

#### Definición 9° puesto
|  | Semifinal | Semifinal | Semifinal |         |        | 9° puesto  | 9° puesto  | 9° puesto  |  |
|  |           |           |           |         |        |            |            |            |  |
|  |           |           |           |         |        |            |            |            |  |
|  | España    | España    | 45        |         |        |            |            |            |  |
|  | España    | España    | 45        |         |        |            |            |            |  |
|  | Canadá    | Canadá    | 14        |         |        |            |            |            |  |
|  | Canadá    | Canadá    | 14        |         | España | España     | 26         |            |  |
|  |           |           |           |         | España | España     | 26         |            |  |
|  |           |           | Francia   | Francia | 28     |            |            |            |  |
|  | Francia   | Francia   | Francia   | Francia | 28     | 35         |            |            |  |
|  | Francia   | Francia   |           |         |        | 35         |            |            |  |
|  | Japón     | Japón     | 0         |         |        | 11° puesto | 11° puesto | 11° puesto |  |
|  | Japón     | Japón     | 0         |         |        | 11° puesto | 11° puesto | 11° puesto |  |
|  |           |           |           |         |        |            |            |            |  |
|  |           |           |           |         |        | Canadá     | Canadá     | 22         |  |
|  |           |           |           |         |        | Canadá     | Canadá     | 22         |  |
|  |           |           |           |         |        | Japón      | Japón      | 14         |  |
|  |           |           |           |         |        | Japón      | Japón      | 14         |  |
|  |           |           |           |         |        |            |            |            |  |

#### Definición 5° puesto
|  | Semifinal    | Semifinal    | Semifinal    |              |           | 5° puesto | 5° puesto | 5° puesto |  |
|  |              |              |              |              |           |           |           |           |  |
|  |              |              |              |              |           |           |           |           |  |
|  | Irlanda      | Irlanda      | 14           |              |           |           |           |           |  |
|  | Irlanda      | Irlanda      | 14           |              |           |           |           |           |  |
|  | Australia    | Australia    | 35           |              |           |           |           |           |  |
|  | Australia    | Australia    | 35           |              | Australia | Australia | 35        |           |  |
|  |              |              |              |              | Australia | Australia | 35        |           |  |
|  |              |              | Gran Bretaña | Gran Bretaña | 21        |           |           |           |  |
|  | Gran Bretaña | Gran Bretaña | Gran Bretaña | Gran Bretaña | 21        | 33        |           |           |  |
|  | Gran Bretaña | Gran Bretaña |              |              |           | 33        |           |           |  |
|  | Kenia        | Kenia        | 5            |              |           | 7° puesto | 7° puesto | 7° puesto |  |
|  | Kenia        | Kenia        | 5            |              |           | 7° puesto | 7° puesto | 7° puesto |  |
|  |              |              |              |              |           |           |           |           |  |
|  |              |              |              |              |           | Irlanda   | Irlanda   | 29        |  |
|  |              |              |              |              |           | Irlanda   | Irlanda   | 29        |  |
|  |              |              |              |              |           | Kenia     | Kenia     | 7         |  |
|  |              |              |              |              |           | Kenia     | Kenia     | 7         |  |
|  |              |              |              |              |           |           |           |           |  |

#### Copa de oro
|  | Cuartos de final | Cuartos de final | Cuartos de final |                |                | Semifinales    | Semifinales | Semifinales |           |              | Copa         | Copa         | Copa |  |
|  |                  |                  |                  |                |                |                |             |             |           |              |              |              |      |  |
|  |                  |                  |                  |                |                |                |             |             |           |              |              |              |      |  |
|  | Argentina        | Argentina        | 17               |                |                |                |             |             |           |              |              |              |      |  |
|  | Argentina        | Argentina        | 17               |                |                |                |             |             |           |              |              |              |      |  |
|  | Irlanda          | Irlanda          | 12               |                |                |                |             |             |           |              |              |              |      |  |
|  | Irlanda          | Irlanda          | 12               |                | Argentina      | Argentina      | 7           |             |           |              |              |              |      |  |
|  |                  |                  |                  |                | Argentina      | Argentina      | 7           |             |           |              |              |              |      |  |
|  |                  |                  | Sudáfrica        | Sudáfrica      | 17             |                |             |             |           |              |              |              |      |  |
|  | Sudáfrica        | Sudáfrica        | Sudáfrica        | Sudáfrica      | 17             | 29             |             |             |           |              |              |              |      |  |
|  | Sudáfrica        | Sudáfrica        |                  |                |                |                |             |             |           |              |              |              |      |  |
|  | Australia        | Australia        | 5                |                |                |                |             |             |           |              |              |              |      |  |
|  | Australia        | Australia        | 5                |                |                |                |             |             |           | Sudáfrica    | Sudáfrica    | 42           |      |  |
|  |                  |                  |                  |                |                |                |             |             |           | Sudáfrica    | Sudáfrica    | 42           |      |  |
|  |                  |                  | Estados Unidos   | Estados Unidos | 7              |                |             |             |           |              |              |              |      |  |
|  | Estados Unidos   | Estados Unidos   | Estados Unidos   | Estados Unidos | 7              | 35             |             |             |           |              |              |              |      |  |
|  | Estados Unidos   | Estados Unidos   |                  |                |                |                |             |             |           |              |              |              |      |  |
|  | Gran Bretaña     | Gran Bretaña     | 17               |                |                |                |             |             |           |              |              |              |      |  |
|  | Gran Bretaña     | Gran Bretaña     | 17               |                | Estados Unidos | Estados Unidos | 21          |             |           | Tercer lugar | Tercer lugar | Tercer lugar |      |  |
|  |                  |                  |                  |                | Estados Unidos | Estados Unidos | 21          |             |           | Tercer lugar | Tercer lugar | Tercer lugar |      |  |
|  |                  |                  | Fiyi             | Fiyi           | 19             |                |             |             |           |              |              |              |      |  |
|  | Fiyi             | Fiyi             | Fiyi             | Fiyi           | 19             | 19             |             |             | Argentina | Argentina    | 19           |              |      |  |
|  | Fiyi             | Fiyi             |                  |                |                |                |             |             | Argentina | Argentina    | 19           |              |      |  |
|  | Kenia            | Kenia            | 5                |                |                |                |             |             |           |              | Fiyi         | Fiyi         | 12   |  |
|  | Kenia            | Kenia            | 5                |                |                |                |             |             |           |              | Fiyi         | Fiyi         | 12   |  |
|  |                  |                  |                  |                |                |                |             |             |           |              |              |              |      |  |

| Bandera de Sudáfrica   |
| Campeón Sudáfrica      |
| 1º título del circuito |